# Adarnases II d'Ibèria
Adarnases II de Kakhètia (en georgià: ადარნასე I) o Adrnerseh (ადრნერსე, igualment traduït com Atrnerseh) fou un príncep-primat d'Ibèria de la dinastia dels Cosròides, que va regnar del 650 al 685 segons la cronologia de Cyril Toumanoff.

## Biografia
Segons la Crònica georgiana, Adarnases II va regnar vint anys.
Cyrille Toumanoff el presenta igualment com sorgit de la dinastia dels cosròides que regna sobre la Kakhètia, però el fa el fill i successor del príncep-primat de Ibèria Stephanos II o Esteve II d'Ibèria i de Kakhètia i, per tant, un net d'Adarnases I d'Ibèria, éristhavi de Kakhètia, fill de Bakur III d'Ibèria.
Adarnases II fou en principi com el seu pare vassall del Califa del 650 al 662, a continuació de l'Imperi Romà d'Orient, del qual va rebre el títol de patrici del 662 al 685. Segons Cyril Toumanoff, hauria estat mort el 13 dre juny de 685 amb el príncep d'Armènia Gregori I Mamiconi i un príncep de Aghuània quan intentaven oposar-se a una invasió dels khàzars.
Després de la seva mort, el títol de príncep-primat d'Ibèria va tornar de nou a la dinastia dels Guaràmides de Javakètia-Calarzene

## Posteritat
Adarnases II es va casar amb una princesa armènia de la família dels Camsaracans i d'aquesta unió va deixar un fill, Esteve II de Kakhètia.